# Saulnois
Das Saulnois, offiziell Pays du Saulnois (deutsch Salzgau, lateinisch Salinensis Pagus), ist eine französische Landschaft in der Region Grand Est, die in etwa dem ehemaligen Arrondissement Château-Salins entspricht.

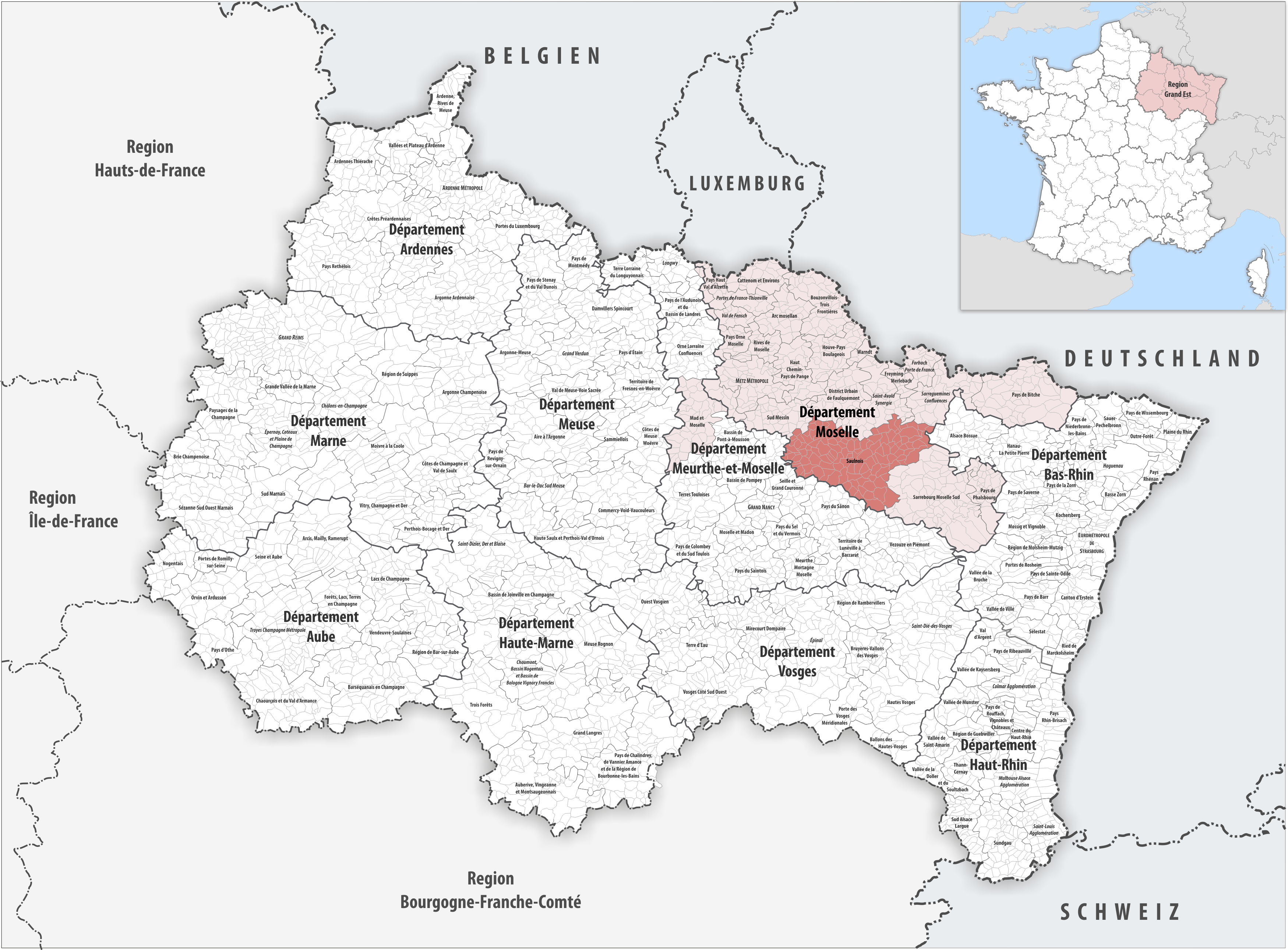
Gemeindeverband Saulnois 2019

## Geographie
Das Pays du Saulnois liegt im Süden des Départements Moselle. Die größten Städte des Saulnois sind Château-Salins und Dieuze (Duß). Weitere Orte in der Region sind unter anderem Marsal, Vic-sur-Seille und Delme. Wichtige Gewässer sind der Linderweiher (franz.: Étang de Lindre) und die Seille. Breite, waldlose Täler bestimmen die Landschaft. 

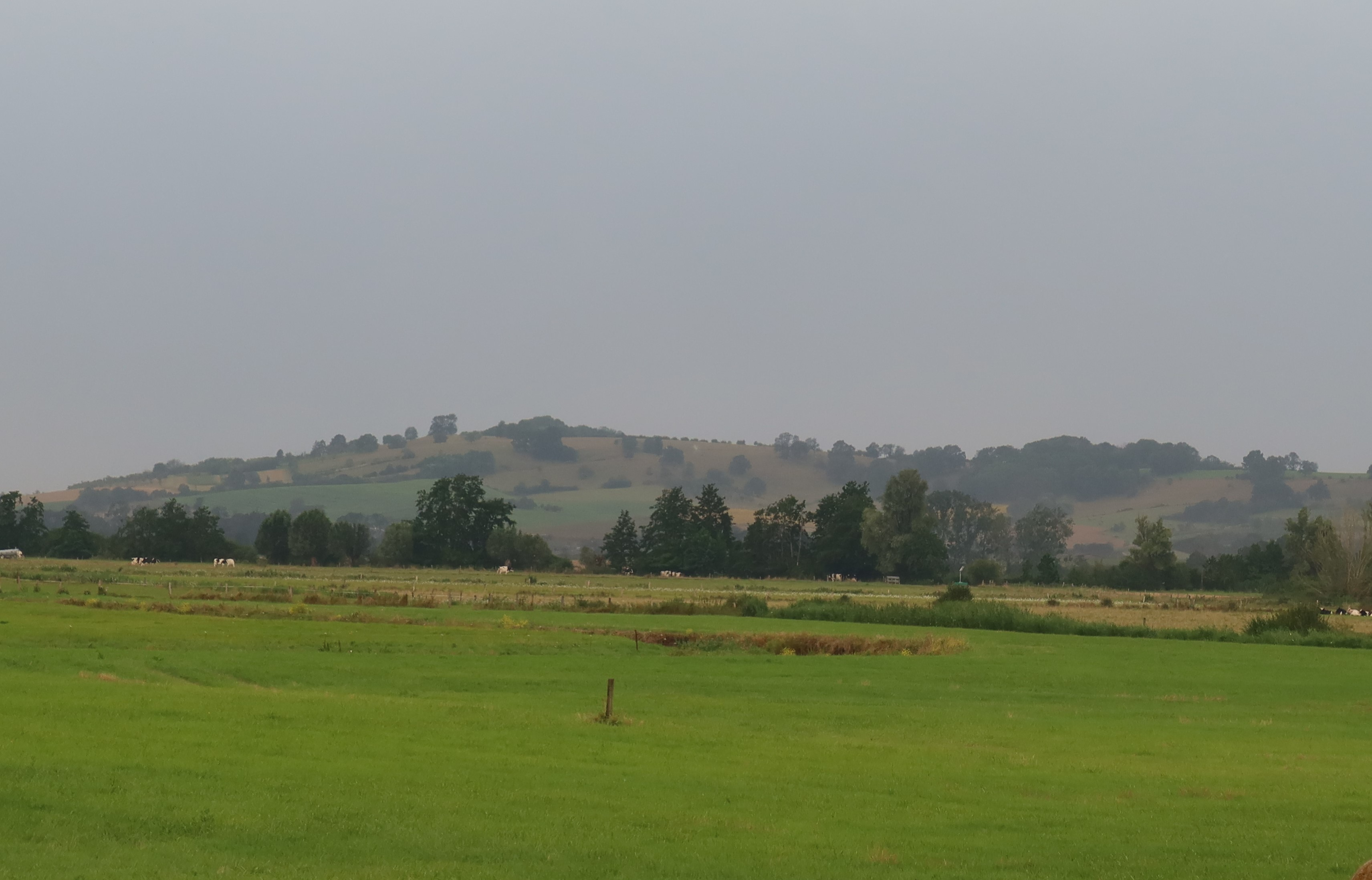
Tal des Seille und die Hügel von Haraucourt-sur-Seille

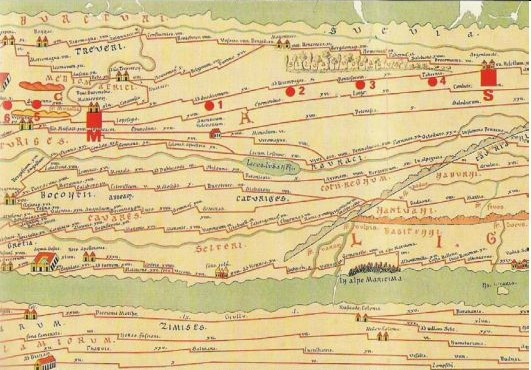
Tabula Peutingeriana, Die Römische Straße von Metz (M) über Delme (1), Tarquimpol (2), Sarrebourg (3) und Saverne (4) nach Strasbourg (S)

Der Regionale Naturpark Lothringen (Parc naturel régional de Lorraine) wird im Osten von den Orten Château-Salins, Morhange, Fénétrange und Réchicourt-le-Château begrenzt. Auch das Pays des Étangs (Land der Weiher) mit dem Linderweiher bei Lindre-Basse gehört zum Naturpark.
Im Trias wurde Gips und Salz angelagert, die den Grund der Täler bilden, im Jura wurden Muschelschalen und andere Meeressedimente abgelagert, die die Hügel bilden.

## Geschichte
Die Geschichte des Saulnois ist durch drei Aspekte geprägt: die Lage als Durchgangsland, die Lage an der Grenze zwischen romanischer und germanischer Sprache und Kultur und dem Vorkommen von Salz.
Die Lage zwischen dem Elsass im Osten und den großen lothringischen Städten Metz und Nancy im Westen machte das Saulnois zu einem wichtigen Durchgangsland. Schon im Römischen Reich führte eine Straße von Metz nach Straßburg, die in der Tabula Peutingeriana eingezeichnet ist.
Das Saulnois ist Teil der historischen Region Lothringen, die bis 1766 zum Heiligen Römischen Reich Deutscher Nationen und danach zum Königreich Frankreich gehörte. Es liegt an der deutsch-französischen Sprachgrenze, die Bewohner waren schon immer mehrheitlich französischsprachig und wurden von ihren deutschsprachigen Nachbarn als Welsche bezeichnet. Die Bezeichnung Saulnois kam im 15. Jahrhundert auf. Die erste Erwähnung des Namens Saulnois findet man im Jahr 661 als Salinensis Pagus.
Im Tal der Seille wird seit der Hallstattzeit (750 bis 450 v. Chr.) Salz abgebaut. Erst die Merowinger führten die Technik der Salinen ein. Das Salz wurde durch Sieden in Tonformen gewonnen, die zum Schluss zerbrochen wurden, die sogenannte „briquetage“. Man fand viele Überreste der zerbrochenen Formen. Zuerst gehörten die Salinen verschiedenen Abteien, dann dem Bistum Metz und dem Herzogtum Lothringen. Besonders die Salinen in Moyenvic, Marsal und Dieuze waren schon in der Merowingerzeit von wirtschaftlicher Bedeutung. Das Salz wurde auf der Seille zum Stadtteil Port-Sailly (Salzhafen) von Metz transportiert. Im Mittelalter war Salz nicht nur als Konservierungsmittel für Lebensmittel wichtig, sondern auch wegen der Gabelle (Salzsteuer).
Aus der römischen Zeit stammen viele Ortsnamen mit „Vic“, sowie Marsal (Marosalum) und Tarquimpol (Decempagi). Nach dem 3. Jahrhundert hinterließen die Gallo-Römischen Bewohner ihre Ortsnamen wie Mulcey und Vaxy, Römisch-Fränkische Namen wie Malacourt und Assenocourt. Später kamen deutsche Namen hinzu: Insming, Virming und Guénestroff. Entlang dieser Scheidelinie wurde auch die Reformation übernommen, hauptsächlich in den deutschsprachigen Teilen.
In Vergaville, in der Nähe von Dieuze, wurde im 10. Jahrhundert eine Abtei gegründet. Das Schloss Barthelémont im Tal der Seille bei Mulcey, im Zweiten Kaiserreich restauriert, ist der letzte Überrest eines Dorfes, welches im Dreißigjährigen Krieg zerstört wurde. In Aulnois-sur-Seille erbaute der örtliche Adlige im 14. Jahrhundert ein Schloss, welches sein Nachkomme Marquis des Armoises im 18. Jahrhundert komplett umbauen ließ durch den Architekten Germain Boffrand, der auch Lunéville ausbaute.
Ab 1621 brach eine Pestepidemie aus, die „Schwedische Pest“ genannt  wurde, obwohl das Land von Mansfelder und nicht von schwedischen Truppen  im Dreißigjährigen Krieg verwüstet wurde. Sie war ungefähr zwanzig Jahre aktiv.
1635 war das Saulnois Schauplatz einer kriegerischen Auseinandersetzung zwischen kaiserlichen und französischen Truppen. Herzog Karl von Lothringen wollte sein, von den Franzosen besetztes Herzogtum, zurückgewinnen. Dazu wurden zwei Armeen ausgesandt, die bayerische unter dem Befehl Karls und die kaiserliche unter dem Befehl von Matthias Gallas. Karl stürmte vor und konnte die meisten seine Länder zurückerobern, Gallas ging langsamer voran und hielt im Saulnois an der Seille an. Er befürchtete einen Gegenangriff der Franzosen. Die Armee befestigte ihr Lager und wartete auf den Angriff, der aber ausblieb. Im Spätjahr musste Gallas das Lager abbrechen, da der dünn besiedelte Landstrich die große Soldatenzahl nicht ernähren konnte. Durch die zwischenzeitlichen Regenfälle waren die Wege schwer passierbar geworden, besonders für die schweren Wägen der Artillerie und der Bagage. Der französische Feldherr Bernhard von Sachsen-Weimar nutzte diese Gelegenheit für schnelle Angriffe mit seiner Kavallerie. Es gelang ihm, viele Kanonen und die meisten Bagagewägen zu erobern. Die Überfälle Bernhards verursachten hohe Ausfälle in der kaiserlichen Armee. Gallas bot später seinen Rücktritt an, der aber abgelehnt wurde. Diese Ereignisse waren ein Schritt auf dem Weg Lothringens von Heiligen Römischen Reich zum Königreich Frankreich.

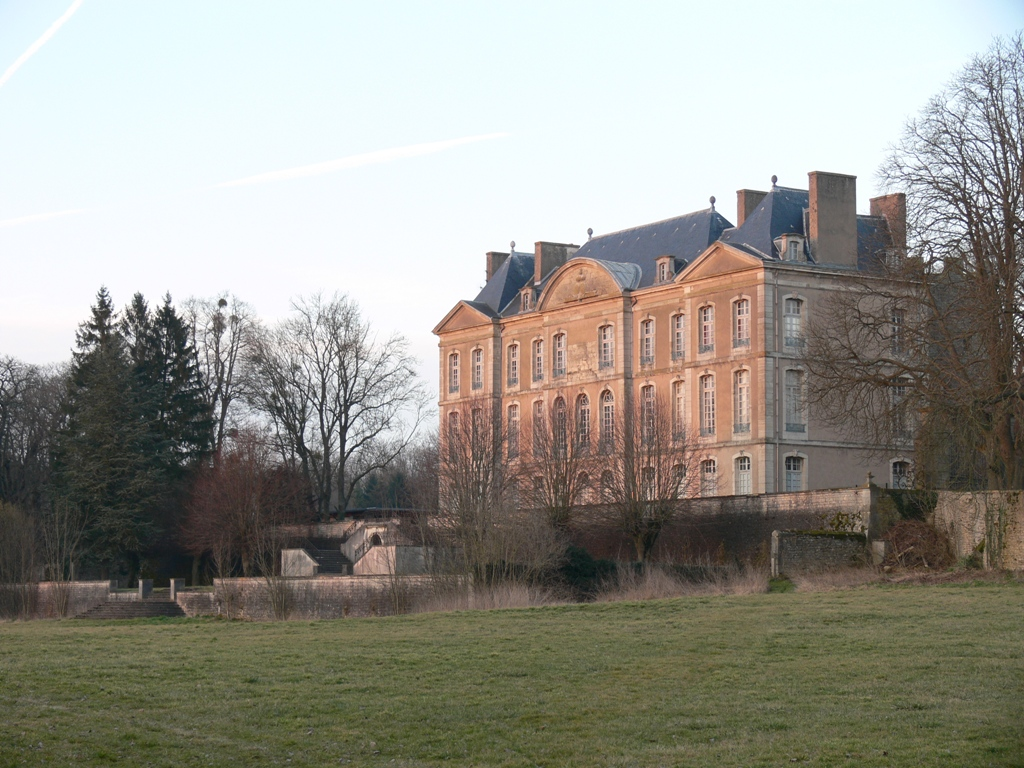
Chateau Aulnois-sur-Seille

Im Vertrag von Vincennes 1661 erhielt Frankreich das Recht auf einen Zugang von Verdun im Königreich Frankreich ins Elsass durch das Herzogtum Lothringen. Das Elsass war kurz vorher französisch geworden. Dieser Korridor wurde „Route de France“ (Französische Straße) genannt. Nachdem Maria Leszczyńska 1725 über diesen Weg vom Elsass nach Paris gefahren war, um König Ludwig XV. zu heiraten, nannte man das Teilstück von Fresnes-en-Saulnois nach Chambrey „Chemin de la Reine“ (Straße der Königin).
Das Schloss von Burthécourt wurde 1810 vom Comte Molitor, dem Sohn des berühmten Marschalls Gabriel Jean Joseph Molitor, erbaut.
Um Morhange herum tobten zu Beginn des Ersten Weltkriegs blutige Schlachten. Zwei Kriegsgräberstätten zeugen davon. Im Wald zwischen Hampton und Morville war im Ersten Weltkrieg von Januar 1916 bis Februar 1917 die Kanone „Der Grosse Max“ stationiert, die Lunéville und Nancy beschoss. Das Fundament, welches 23 m breit und 4 m tief war, ist noch heute sichtbar. Château-Salins wurde im Zweiten Weltkrieg durch amerikanische Bombardierung fast vollständig zerstört.

## Wirtschaft und Infrastruktur
Das typische lothringische Bauernhaus dominiert im Saulnois: Wohnung, Stall und Scheune unter einem Dach, mit drei Eingängen zur Straße, die Gebäude sind aus Stein und verputzt. Im Osten findet man auch Fachwerkhäuser, bei denen Wohn- und Wirtschaftsgebäude getrennt sind. Charakteristisch sind die breiten Freiflächen am Rande der Straßen in den Dörfern (französisch: usoir). Sie sind eine Art „Allmende“ und werden gemeinsam genutzt.
Das Saulnois hat kein beständiges Zentrum gehabt, im Mittelalter und der frühen Neuzeit war Vic-sur-Seille ein Zentrum, nach der Revolution wurde es von Château-Salins abgelöst, welches aber heute mit weniger als 3000 Einwohnern zu klein ist als vollwertiges Zentrum. Auch die Grenzen sind bis heute fließend, so bezeichnet sich Liocourt als zum Saulnois gehörig, aber gleichzeitig zum Pays Messin (Land von Metz). Nach 1997 wurde die Communauté de Communes (Verbandsgemeinde) gegründet, mit Château-Salins und den umliegenden Gemeinden, viele sehen darin das neue Zentrum des Saulnois.
Der Lindenweiher ist der älteste der Seen, angelegt von Benediktinermönchen im 9. und 10. Jahrhundert. Wie die anderen Seen blieb er ein See zur Fischzucht, bis im 19. Jahrhundert einige Seen zur Wasserversorgung der Schifffahrtskanäle erweitert oder neu angelegt wurden. Fischzucht wird auch heute noch betrieben, wichtiger ist jedoch der ökologische Nutzen.
Nach 1871 wurde das Salinensalz durch das billigere Steinsalz verdrängt, die letzten Salinen schlossen in den 1970er Jahren. Die Reste der Salinen, etwa in Dieuze, und Salzsümpfe wie der von Marsal können heute noch besichtigt werden. Die ehemaligen Wälder wurden zur Befeuerung der Salinen abgeholzt, heute werden die waldlosen Ländereien zur Viehzucht und zum Getreideanbau genutzt.
In den flachen Tälern sind mehrere alte Kanäle erhalten, die früher Mühlen antrieben (Canal du Moulin bei Salonnes), Holz zu den Salinen transportierten (Canal de Flotage der Nard (Fluss)) oder der Entwässerung und dem Hochwasserschutz (Canal de la Vieille Seille bei Mulcey) dienten. Letzteres ist noch heute aktuell, daher werden diese alten Kanäle erhalten. Der schiffbare Canal des Salines de l’Est, der die Anbindung der Salinen verbessern sollte, wurde im 19. Jahrhundert lange geplant und gebaut, aber niemals fertiggestellt.
Nach 1980 nahm mit dem Ausbau der Straßen nach Nancy und Metz der Zuzug von Pendlern zu, die typischen „Schlafvororte“ entstanden am Rand der alten Dörfer. Auch Sarrebourg entwickelte sich zu einem Anziehungspunkt für die östlichen Gemeinden wie Dieuze und Bénestroff und das Pays des Étangs.
Die Landwirtschaft wurde seit den 1980er Jahren umstrukturiert. Es kam zu einem Übergang von einer Mischkultur, in der die Milchwirtschaft vorherrschte, zu einer Mischkultur, in der der Getreideanbau einen sehr hohen Stellenwert einnahm und mit der Mastwirtschaft verbunden war. Die Kühe verschwanden von den Weiden in die Ställe.

### Das Openfield-System
Der englische Begriff Openfield (Offenes Feld) beschreibt in Frankreich eine historische Form der Agrarwirtschaft. Die Felder und Weiden sind nicht durch Hecken oder Zäune begrenzt, sondern liegen offen nebeneinander. Meist werden die Flächen in der  Dreifelderwirtschaft genutzt. Im Saulnois kann man verschiedene Perioden des Openfields unterscheiden. Mit dem Bevölkerungswachstum im 11. und 12. Jahrhundert wuchs der Bedarf an bebaubaren Flächen. Die traditionelle Begrenzung mit Hecken ist aufwändig und es dauert lange, bis die neuen Felder genutzt werden können. Ohne Begrenzungen kann man aber kein Vieh weiden lassen, da es die Nutzpflanzen auf den Feldern fressen würde. Der Grundbesitz ist ohne sichtbare Grenzen schwer zuordenbar. Man fand eine Lösung, in dem man das Vieh gemeinsam auf die Weiden trieb und von Hirten bewachen ließ. Die Felder wurden gemeinsam bewirtschaftet, man einigte sich auf eine wechselnde Nutzung durch die Mitglieder der Gemeinde. Dadurch konnte die Nutzfläche schnell ausgeweitet und die gewachsene Bevölkerung ernährt werden. Im 17. Jahrhundert nahm die Bevölkerung durch den Dreißigjährigen Krieg und die Pestepidemie von 1630 bis 1635 wieder ab, Nutzflächen wurden aufgegeben. Die wenigen Bewohner bewirtschafteten wieder ihre eigenen, kleinen Parzellen. Ab dem Beginn des 18. Jahrhunderts wuchs die Bevölkerung wieder an, die Zerstörungen des Krieges waren beseitigt worden. Man ging wieder auf das bewährte Openfield-System über, mit großem Erfolg. Erst mit den Kriegen im 19. und 20. Jahrhundert wurde es ganz aufgegeben.

Hinweis: Diese Darstellung ist stark vereinfacht, der Autor Denis Mathis beschreibt die Schwierigkeiten, die Entwicklung zu erforschen und die wenigen Zeugnisse zuzuordnen. Vieles wird noch in der Geschichtswissenschaft diskutiert.

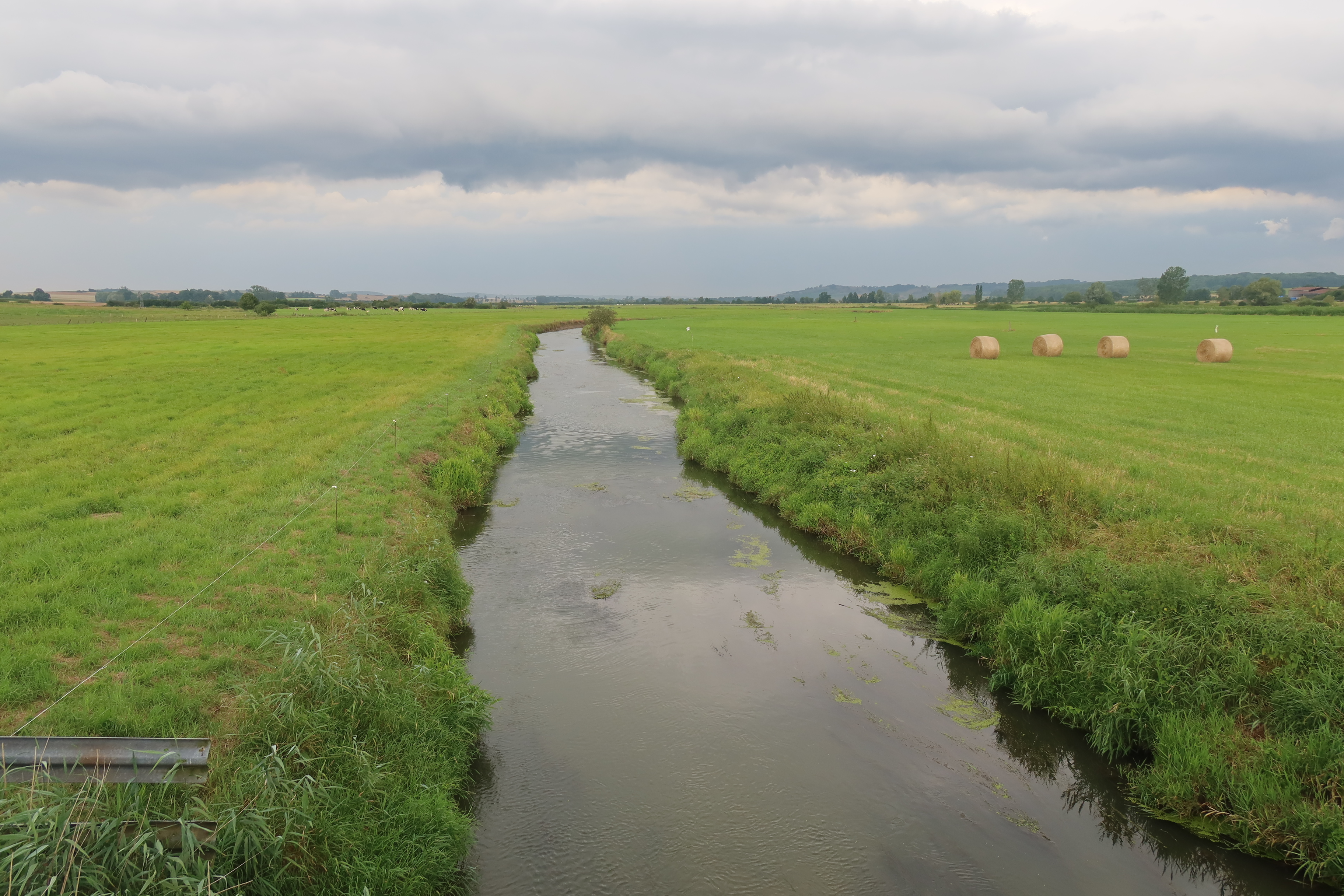
Canal de la Vieille Seille bei Mulcey

## Künstler
In Vic-sur-Seille wurde der Maler Georges de La Tour (1593–1652) geboren und lebte bis zu seiner Übersiedlung nach Lunéville hier.
Der Dichter Maurice Barrès (1862–1923) wurde in Lothringen geboren, wuchs hier auf und hat später oft seinen Freund Stanislas de Guaita in Tarquimpol besucht. Er war von dem melancholischen Charme der Gegend fasziniert und beschrieb sie in mehreren Werken.
Der Dichter Hermann Wendel (1884–1936) wurde in Metz geboren und schrieb eine Ode an die Seille.